# Seznam AAR oznak (Q)

## Q
- QC   - Quebec Central Railway
- QCCX - Quantum Chemical Corporation
- QGRY - Quebec Gatineau Railway
- QOCX - GE Rail Services
- QOHX - Quaker Oats Company
- QOTX - Quaker Oats Company (Chemicals Division)
- QRR  - Quincy Railroad
- QSMX - Quaker State Oil Refining Corporation
- QTTX - TTX Corporation